# Balázs Farkas (squash)
Balázs Farkas, né le 2 avril 1997 à Tatabánya, est un joueur professionnel de squash représentant la Hongrie. Il atteint le 33e rang mondial en janvier 2025, son meilleur classement. Il est champion de Hongrie à sept reprises consécutives entre 2018 et 2024.

## Biographie
Il intègre le top 100 mondial pour la première fois en octobre 2020,

## Palmarès

### Titres
- Championnats de Hongrie : 7 titres (2018-2024)